# Nagyhalász
Nagyhalász [naďhalás] (ukrajinsky Надьхалас, Naďchalas) je město ve východním Maďarsku v župě Szabolcs-Szatmár-Bereg, spadající pod okres Ibrány. Název znamená "velký rybář", čemuž odpovídá i znak města, ve kterém je zobrazen kapr. Tvoří aglomeraci s bezprostředně sousedícím městem Ibrány a nachází se asi 9 km severně od Nyíregyházy. V roce 2015 zde žilo 5 676 obyvatel. Podle údajů z roku 2001 zde bylo 90 % obyvatel maďarské a 10 % romské národnosti.
Blízko města protéká řeka Tisza. Nejbližšími městy jsou Dombrád, Ibrány, Kemecse a Nyíregyháza. Blízko jsou též obce Kótaj, Tiszarád a Tiszatelek.